# Swallow Sidecar Company
Swallow Sidecar Company, (al igual que Swallow Sidecar and Coachbuilding Company y Swallow Coachbuilding Company) era un nombre comercial utilizado por William Walmsley y William Lyons, socios y copropietarios de una fábrica de sidecares de motocicleta y carrocerías de automóviles con sede en Blackpool, Lancashire (más adelante en Coventry, Warwickshire) antes de fundar una compañía para que fuera propietaria de su negocio, a la que llamaron Swallow Coachbuilding Company Limited.
Bajo la dirección de Lyons, la compañía continuó prosperando como SS Cars Limited y creció hasta convertirse en Jaguar Cars Limited. El negocio de fabricación de sidecares, que a mediados de la década de 1930 ya era propiedad de una compañía diferente, la Swallow Coachbuilding Company (1935) Limited, fue vendido por Jaguar a una empresa de mantenimiento de aeronaves, Helliwell Group, en enero de 1946.

## Lyons y Walmsley
Swallow fue fundada por dos amigos, William Walmsley de 30 años y William Lyons de 20 años. Su asociación se hizo oficial en el vigésimo primer cumpleaños de Lyons, el 4 de septiembre de 1922. Ambas familias vivían en la misma calle en Blackpool. Walmsley había estado construyendo sidecares previamente y acoplándolos a motocicletas reacondicionadas. Lyons había completado su aprendizaje en Crossley Motors, en Mánchester, antes de pasarse como vendedor a los distribuidores de Sunbeam en Blackpool, Brown & Mallalieu.
Su asociación comercial fue conocida por tres nombres comerciales sucesivos: "Swallow Sidecar Company", "Swallow Sidecar and Coachbuilding Company", y "Swallow Coachbuilding Company". En 1930 se constituyó una compañía de responsabilidad limitada para asumir la titularidad financiera de su negocio.

## Sidecares

### Swallow Sidecar
Lyons, habiendo reconocido el potencial comercial de estos sidecares, se unió a Walmsley y juntos encontraron un local en Bloomfield Road, Blackpool, utilizando un crédito bancario de 1000 libras obtenido con la ayuda de sus respectivos padres. Con un pequeño equipo de empleados pudieron comenzar la producción comercial de los sidecares. Pronto tuvieron que alquilar más espacio en un lugar cercano. El padre de Walmsley compró un edificio grande en la Cocker Street de Blackpool donde se mudaron y, con todo el espacio adicional, comenzaron a ofrecer reparaciones y pintura de automóviles, así como capotas y tapicerías a medida. Agregaron el apelativo de carroceceros ("coachbuilding") a su nombre comercial.

## Carrocerías de automóvil

### Swallow Sidecar and Coachbuilding
El primer automóvil en el que trabajaron Lyons y Walmsley con la intención de producirlo y venderlo más adelante en grandes cantidades, fue el Austin 7, un vehículo popular y económico. Para su automóvil de exhibición, Swallow's Bolton, el agente de Lancashire, había persuadido a un concesionario de Bolton para que le proporcionara bajo mano (se requería la aprobación previa de Austin, o la garantía del vehículo podía ser anulada) un chasis de Austin 7.
Lyons, con un boceto de lo que quería, encargó a Cyril Holland, un carrocero de oficio, para crear un coche abierto de dos plazas con un estilo distintivo. Holland diseñó un techo rígido desmontable con una ventana trasera característica. El resultado, el Austin Seven Swallow, se mostró al público en mayo de 1927. Austin dio su aprobación a la carrocería de Swallow, y aunque se necesitaban ajustes, los guardabarros seguían envolviendo los neumáticos y se mantuvieron las habituales ruedas de radios de alambre. De esta forma, se llevó a Londres y se mostró a los propietarios del Henlys Group, Herbert Gerald Henly y Frank Hough, dueños de una de las mayores distribuidoras de automóviles del Reino Unido, que hicieron un pedido de 500 biplazas y berlinas.

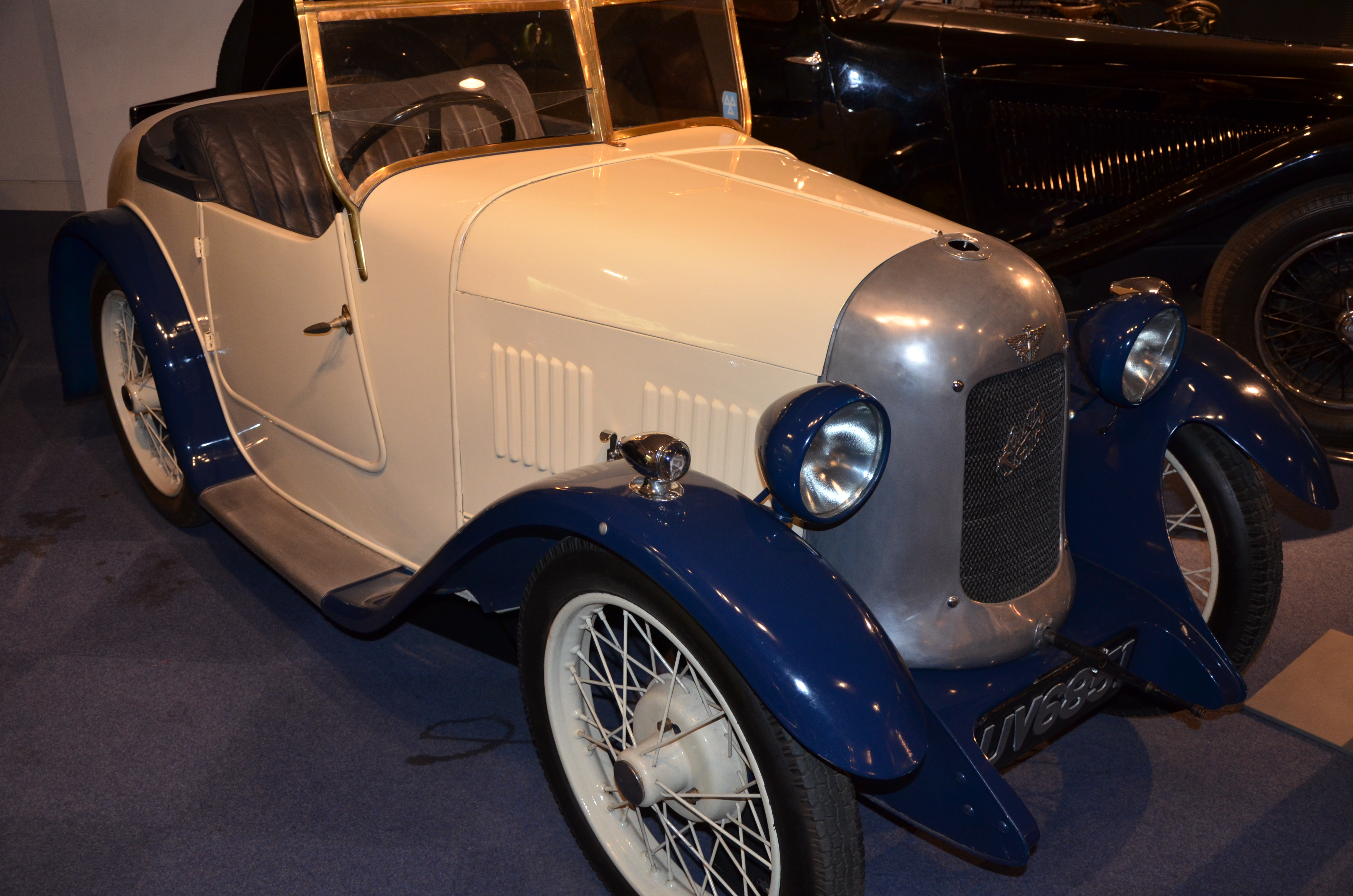
Coche descubierto de dos plazas diseñado por Swallow sobre un chasis de Austin Seven (1929)

Con un precio de tan solo 175 libras, el Swallow, con su brillante carrocería de dos tonos y un estilo que imitaba al de los coches más caros de la época, se hizo popular en los prósperos finales de los años veinte e incluso en la época de la depresión. Poco después, se produjo una versión berlina: el Austin Seven Swallow Saloon.

### Swallow Coachbuilding
Durante 1927,  se eliminó la palabra "Sidecar" del nombre y se convirtió en la Swallow Coachbuilding Company.

### Coventry

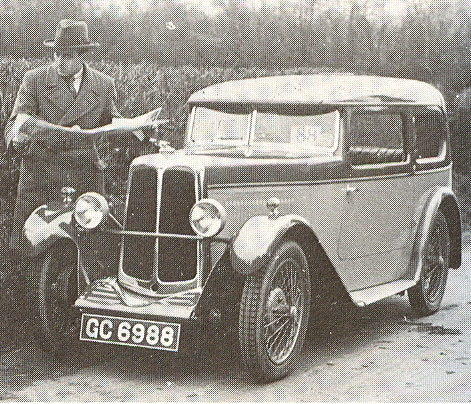
Standard Big Nine, berlina de dos puertas (1930)

La creciente demanda de los Swallow hizo que fuera necesario acercar la compañía al corazón de la industria automovilística británica. Así, en 1928, la empresa se mudó a una fábrica de municiones de la Primera Guerra Mundial parcialmente en desuso en Holbrook Lane, Coventry. Los negocios continuaron creciendo y en 1929 los propietarios tenían la confianza suficiente para presentarse al Salón del Motor de Londres.
En 1929	aparecieron tres nuevos modelos Swallow sobre chasis Standard, Swift y Fiat. También en 1929, John Black y William Lyons hicieron realidad un sueño largamente perseguido y produjeron un automóvil deportivo único: el "First" SS (Standard Swallow), un elegante Boat Tail Roadster con un diseño fluido y aerodinámico, que señaló un obvio intento de hacer un coche rápido, posiblemente con la intención de aventurarse en las carreras. Se cree que este automóvil fue enviado a Australia a finales de los años 1940.
|  |  |  |  |

## Swallow Coachbuilding Company Limited

### Hornet

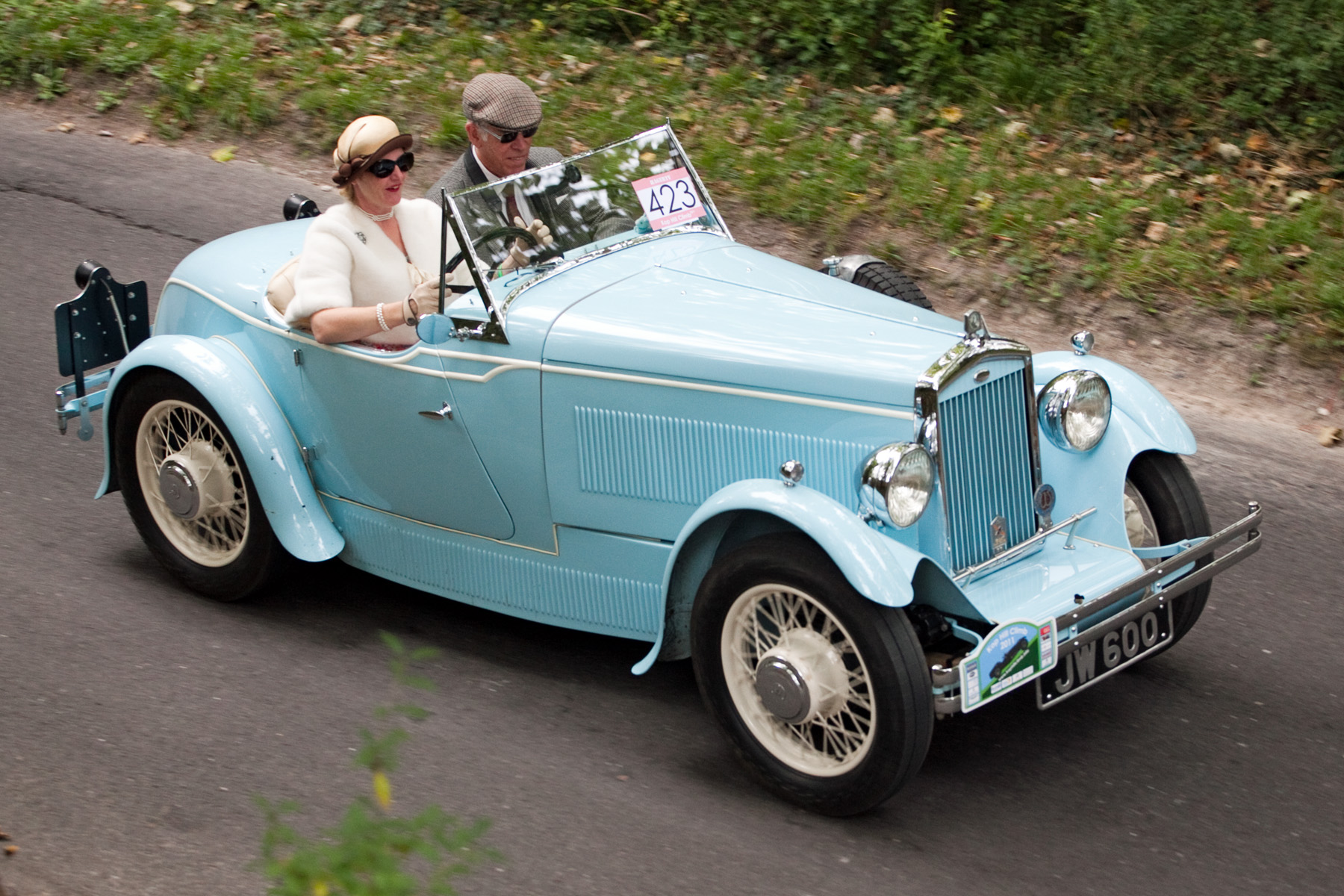
Wolseley Hornet deportivo de dos asientos (1931)

Las carrocerías sobre el chasis Wolseley del Hornet se adaptaron bien a la nueva gama de productos de Swallow, siendo los primeros modelos con motor de 6 cilindros de la firma. La producción comenzó en enero de 1931 con un biplaza abierto. Un coche de cuatro plazas le siguió en ese otoño. En abril de 1932, llegó el nuevo chasis Especial, que carrozado por la compañía se hizo muy popular. Fueron los últimos de los Swallow de carrocería especial, cuya producción fue reemplazada en el verano de 1933 por el modelo SS 1 Tourer anunciado por primera vez en marzo de 1933.
Producción
- Special Hornet: 2 plazas-21 unidades; 4 plazas-185
- Hornets Standard: 2 plazas-100+; 4 plazas-224 (la cantidad de coches de 2 plazas fabricados en la primera parte de 1931 se desconoce)

El eslogan publicitario para los autos Wolseley Hornet-Swallow era:
"El toque Swallow que significa mucho".

### SS One

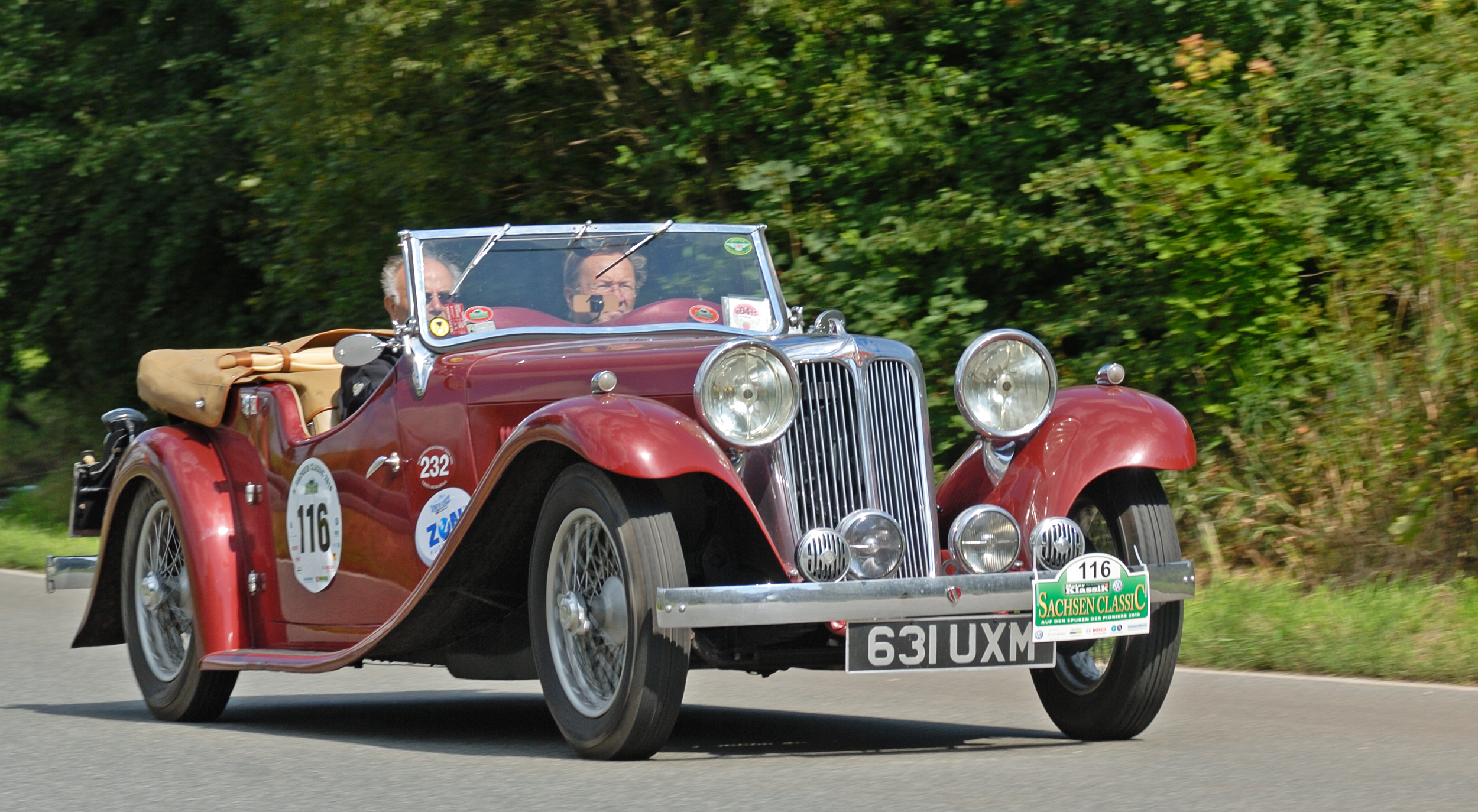
SS 1 tourer sobre un chasis de la Standard Motor Company (1933)

Los motores y el chasis suministrados por la Standard Motor Company se equiparon con carrocerías Swallow diseñadas bajo la supervisión de Lyons. El primero de la gama de automóviles SS disponibles para el público fue el SS 1 de 1932, con un motor de seis cilindros de válvulas laterales de 2 litros o de 2½ litros; y el SS 2, con un motor de cuatro cilindros de válvulas laterales de 1 litro. Inicialmente disponible como cupé o convertible, se agregó una berlina en 1934, cuando el chasis se modificó para ser 2 pulgadas (50 mm) más ancho.
El éxito de la nueva gama produjo una serie de cambios. William Walmsley deseaba abandonar el negocio, y se decidió reemplazar su capital incorporando a nuevos accionistas externos a la compañía, refundada con el nombre de SS Cars Limited. La nueva compañía comenzó a operar técnicamente el 1 de febrero de 1934, después de su constitución el 26 de octubre de 1933. 
Posteriormente, SS Cars Limited compró las acciones de Swallow Coachbuilding Limited a partir del 31 de julio de 1934 y Swallow se liquidó antes de que SS emitiera acciones al público en enero de 1935.

## Después de Swallow

### SS Cars Limited
El éxito y la expansión continuados de la gama SS Jaguar, en particular de los automóviles deportivos y de las berlinas anunciadas a finales de 1935, llevarían a la compañía a adoptar un nuevo nombre:

### Jaguar Cars Limited
Hacia el final de la Segunda Guerra Mundial, el 23 de marzo de 1945, los accionistas de SS Cars Limited acordaron en una junta general cambiar el nombre de la compañía a Jaguar Cars Limited. 
El presidente William Lyons dijo al consejo que: "A diferencia de S.S., el nombre de Jaguar es distintivo y no se puede conectar ni confundir con ningún nombre extranjero similar".
La producción de sidecares fue asumida por una nueva compañía creada al efecto, Swallow Coachbuilding Co. (1935) Ltd., con sede en el número 11 de Albion Road, Birmingham.

### Helliwell

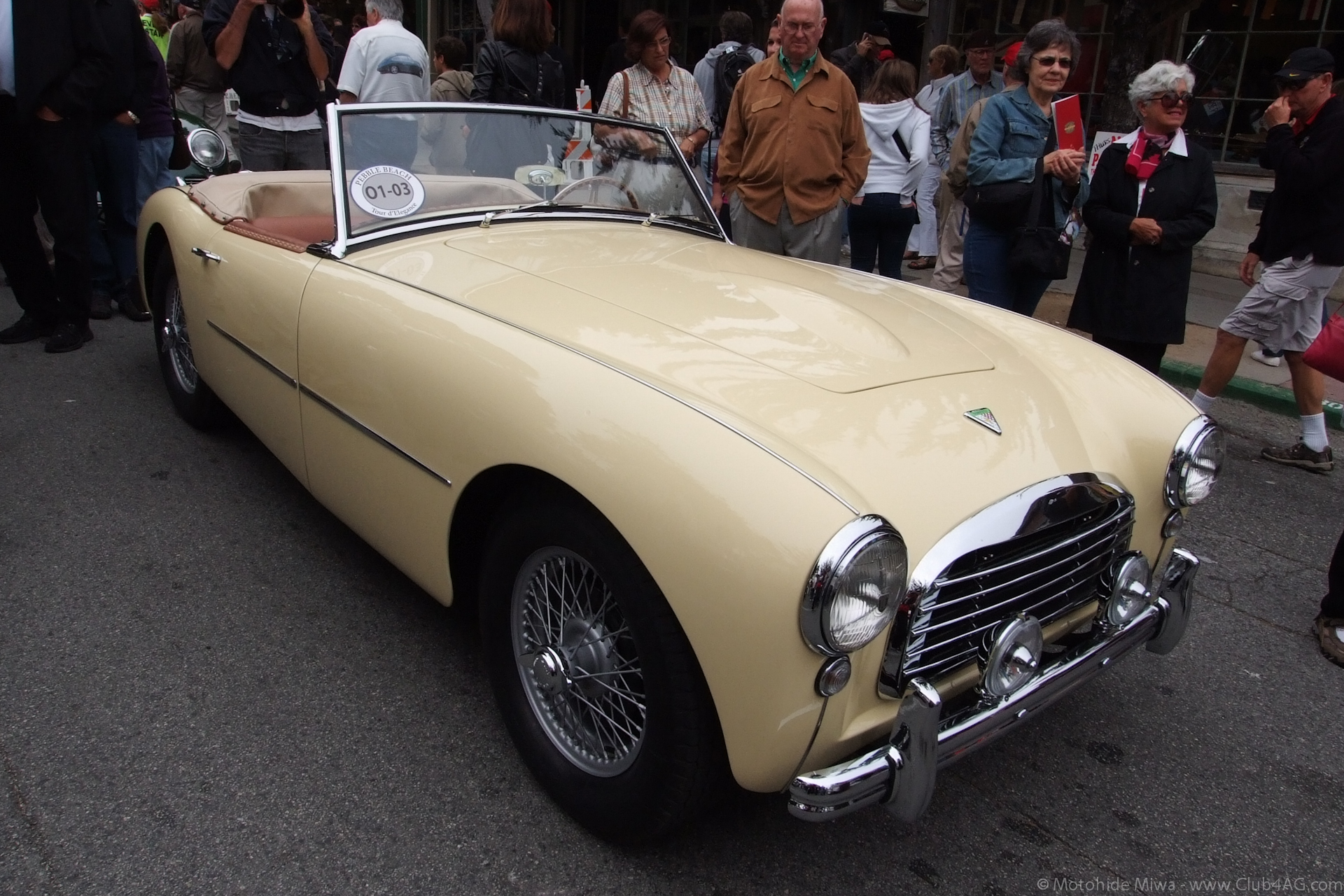
Swallow Doretti carrozado por Swallow Coachbuilding (1954)

En enero de 1946, Grupo Helliwell, una empresa de mantenimiento de aeronaves, compró la Swallow Coachbuilding Company (1935) Limited a Jaguar Cars Limited.
Los sidecares producidos junto al aeropuerto de Walsall por Helliwells se siguieron construyendo de la misma forma que los originales y se utilizaron las mismas marcas registradas. El negocio se cerró a finales de la década de 1950.